# Tomasz Wałdoch
Tomasz Wojciech Wałdoch (nacido el 10 de mayo de 1971, Gdansk) es un exfutbolista polaco, que jugado como defensa central, exjugador de la selección de fútbol de Polonia.
Jugó siete temporadas en el Górnik Zabrze (1988-1995), cinco en el VfL Bochum (1995-1999) y siete en el FC Schalke 04, con que ganó dos Copas de Alemania. Terminó su carrera en 2006 y empezó trabajar con un entrenador de niños.
En 2007 volvió al fútbol. Jugó en el Jagiellonia Białystok en la Segunda División de Polonia.
Jugó su primer partido en la selección nacional el 21 de agosto de 1991 (contra Suecia). Ganó la medalla de plata en los Juegos Olímpicos de Barcelona, jugó tres partidos en la Copa Mundial de Fútbol de 2002.

## Participaciones internacionales
| Evento                            | Sede      | Resultado |
| --------------------------------- | --------- | --------- |
| Torneo Olímpico de Fútbol de 1992 | Barcelona | Plata     |

## Clubes
| Club                  | País     | Año       |
| --------------------- | -------- | --------- |
| Stoczniowiec Gdańsk   | Polonia  | 1986-1988 |
| Górnik Zabrze         | Polonia  | 1988-1995 |
| VfL Bochum            | Alemania | 1995-1999 |
| Schalke 04            | Alemania | 1999-2006 |
| Jagiellonia Białystok | Polonia  | 2007      |

## Principales éxitos
Schalke 04
- Copa Intertoto de la UEFA (2): 2003, 2004

- Copa de Alemania (2): 2001, 2002

 VfL Bochum
- 2. Bundesliga (1): 1995/96